# Mostafa Abdul el-Moaty
Pour les articles homonymes, voir Moaty.
Mostafa Abdul El-Moaty (né le 14 janvier 1987) est un athlète égyptien, spécialiste du lancer du poids.

## Biographie
En 2008, il s'adjuge la médaille d'or des championnats d'Afrique, à Addis-Abeba en Éthiopie, avec un lancer à 18,06 m. 

### Palmarès
| Date | Compétition                   | Lieu        | Résultat | Épreuve                | Performance |
| ---- | ----------------------------- | ----------- | -------- | ---------------------- | ----------- |
| 2006 | Championnats du monde juniors | Pékin       | 2e       | Lancer du poids (6 kg) | 20,14 m     |
| 2008 | Championnats d'Afrique        | Addis-Abeba | 1er      | Lancer du poids        | 18,06 m     |

### Records
| Épreuve         | Performance | Lieu       | Date             |
| --------------- | ----------- | ---------- | ---------------- |
| Lancer du poids | 18,95 m     | Al-Qâhirah | 21 novembre 2007 |